# Dendrobium uliginosum
Dendrobium uliginosum är en orkidéart som beskrevs av Johannes Jacobus Smith. Dendrobium uliginosum ingår i släktet Dendrobium, och familjen orkidéer. Inga underarter finns listade i Catalogue of Life.